# 完顏謾都訶
完顏謾都訶（11世纪—1125年），金景祖完顏烏骨迺之子，母温迪痕氏，隋國公完顏阿離合懣之胞弟。1124年任國論阿舍勃极烈。死后封郑国公，谥號定济。
據《金史·太祖本紀》，完顏阿骨打在紇石烈部活離罕家讓衆人比射箭，完顏阿骨打所射超過其他所有人，超過三百二十步。馀人中以完顏謾都訶最擅長射遠，但也差了一百步。
完顏撒改討伐留可時，完顏謾都訶和石土門一起攻打敵方的庫德。完顏謾都訶先到米里迷石罕城下，石土門尚未趕到，當地人要生擒完顏謾都訶，完顏阿骨打受其兄長完顏烏雅束派遣，和完顏謾都訶的信使在斜堆甸相遇。完顏阿骨打說：「國兵盡在此矣。使敵先得志于謾都訶，後雖種誅之，何益也？」今註：我們的兵全都在這里了，如果敵人先吃下謾都訶一部，哪怕我們以後再殺光他們，對我們又有什么好處呢？（換句話說，就是無論如何不能犧牲自己人來換取殺傷敵人）于是完顏阿骨打分甲士四十給謾都訶軍自保，自己只帶了三十人去完顏撒改軍，并隨即攻破沙偏嶺，迫使塢塔城投降。

## 延伸阅读
[在维基数据编辑]
 《金史·卷65》，出自脱脱《遼史》